# Paratemnoides ceylonicus
Paratemnoides ceylonicus es una especie de arácnido del orden Pseudoscorpionida de la familia Atemnidae.

## Distribución geográfica
Se encuentra en la India y en Sri Lanka.